# Los Angelenos
〈Los Angelenos〉는 빌리 조엘이 1974년 발매한 음반 《Streetlife Serenade》의 1번 트랙 곡이다. 라이브 버전은 1981년 발매된 《Songs in the Attic》에 수록됐다.

## 가사와 음악
롱아일랜드 출신인 빌리 조엘은 캘리포니아주 로스앤젤레스에 사는 동안 이 노래를 작곡했는데, 이 곡은 그 도시에 대한 그의 인상을 나타내고 있다.

## 라이브 버전
〈Los Angelenos〉의 라이브 버전은 1980년 7월 뉴헤이븐의 Toad's Place에서 녹음되었고, 1981년 라이브 음반 《Songs in the Attic》에 수록됐다. 스티븐 토마스 얼와인은 라이브 버전에 대해 "더 꽉차고, 더 나은 편곡"이 라이브 버전을 스튜디오 버전(원곡)보다 "더 세게 연주하게 했다"고 말했다. 16mm 필름 흑백 프로모션 영상은, 〈Los Angelenos〉를 작은 클럽에서 라이브로 공연하는 장면으로 제작되었다. 프로모션용 싱글은 일본에서 발매되었다.